# Эффект Мёссбауэра
Эффе́кт Мёссба́уэра или я́дерный га́мма-резона́нс — испускание или поглощение гамма-квантов атомными ядрами в твёрдом теле, не сопровождающееся изменением колебательной энергии тела, то есть испусканием или поглощением фононов.
Другими словами, эффект Мёссбауэра — это резонансное испускание и поглощение гамма-квантов ядрами без отдачи излучающего и/или поглощающего ядра, если ядра находятся в кристаллической решётке. При этом весь импульс отдачи передаётся всему кристаллу, масса которого на много порядков больше массы одного ядра, и поэтому сдвиг частоты гамма-кванта в актах излучения и поглощения ничтожен.
Эффект имеет существенно квантовомеханическую природу и наблюдается в кристаллических, аморфных и порошкообразных веществах.
На 2019 год эффект Мёссбауэра наблюдался у 87 изотопов 46 элементов — так называемых мёссбауэровских изотопов.
За открытие эффекта Рудольф Мёссбауэр в 1961 году был удостоен Нобелевской премии по физике.

## История открытия

Один из первых мёссбауэровских спектров поглощения иридия-191. Энергия гамма-квантов E_{0} = 129 кэВ. Спектр получен Мёссбауэром в 1959 г. с использованием радиоактивного источника осмий-191, помещённого во вращающийся криостат. Источник и поглотитель находились при температуре 88 К

Резонансное поглощение фотонов в оптическом диапазоне, например, резонансное поглощение натриевого дублета наблюдалось и ранее. Можно было предположить, что такое же резонансное поглощение будет обнаружено для гамма-лучей, которые возникают при переходах между дискретными уровнями энергии в ядрах, в отличие от рентгеновских лучей, которые обычно производятся электронными переходами во внутренних электронных оболочках атомов.
Но попытки наблюдать ядерный резонанс при поглощении гамма-излучения в газах потерпели неудачу из-за потери энергии на отдачу излучающего ядра, что вследствие эффекта Доплера смещает частоту гамма-квантов за частоту очень узкой спектральной линии поглощения ядер и предотвращает резонансное поглощение (эффект Доплера также расширяет узкую линию гамма-излучения ввиду теплового движения ядер).
Эффект был открыт в 1957 году, по другим источникам в 1958 году Рудольфом Мёссбауэром в Институте медицинских исследований Общества Макса Планка в Гейдельберге (ФРГ).
Мёссбауэру удалось обнаружить резонансное поглощение гамма-излучения ядрами иридия в твёрдом теле, что поставило вопрос, почему гамма-резонансное поглощение возможно в твёрдых телах, но не в газах.
Мёссбауэр предположил, что в случае атомов, находящихся в кристаллической решётке твёрдого тела, при определённых условиях некоторая часть актов излучения-поглощения гамма-квантов может происходить практически без отдачи ядер. Он объяснил наблюдаемое резонансное поглощение передачей импульса гамма-кванта всему кристаллу.
За это открытие Мёссбауэр был в 1961 году удостоен Нобелевской премии по физике совместно с Робертом Хофштадтером, изучавшим рассеяние электронов на атомных ядрах.

## Природа эффекта

Схема распада ядра кобальта-57 в мёссбауэровский изотоп железо-57 через электронный захват. Ширина распада возбуждённого состояния ядра железа-57 с уровнем энергии 14,4 кэВ составляет

При испускании или поглощении гамма-кванта, согласно закону сохранения импульса, свободное ядро массы M получает импульс отдачи p = E0/c и соответствующую этому импульсу энергию отдачи R = p2/(2M). На эту же величину оказывается меньше по сравнению с разностью энергий между ядерными уровнями E0 энергия испущенного гамма-кванта, а резонансное поглощение наблюдается для фотонов с энергией, равной E0 + R. В итоге, для одинаковых ядер линии испускания и поглощения разнесены на величину 2R и условие резонанса может быть выполнено только в случае совмещения этих линий, либо их частичного перекрытия. В газах энергию отдачи получает одно излучающее ядро массы M, тогда как в твёрдых телах помимо процессов, когда за счёт энергии отдачи возбуждаются фононы, при определённых условиях смещение только одного атома или небольшой группы атомов становится маловероятным, и импульс отдачи может испытать весь кристалл целиком. Масса кристалла, содержащего огромное число атомов, на много порядков больше массы ядра, а значит и величина R становится пренебрежимо малой. В процессах испускания и поглощения гамма-квантов без отдачи энергии фотонов равны с точностью до естественной ширины спектральной линии.

### Интерпретация эффекта
В 2000 году в журнале Hyperfine Interactions Мёссбауэр привёл образную интерпретацию эффекта:

Ситуация … напоминает человека, прицельно бросающего камень из лодки. Бо́льшую часть энергии согласно закону сохранения импульса получает лёгкий камень, но небольшая часть энергии броска переходит в кинетическую энергию получающей отдачу лодки. Летом лодка просто приобретёт некоторое количество движения, соответствующее отдаче, и отплывёт в направлении, противоположном направлению броска. Однако зимой, когда озеро замёрзнет, лодку будет удерживать лёд, и практически вся энергия броска будет передана камню, лодке (вместе с замёрзшим озером и его берегами) достанется ничтожная доля энергии броска. Таким образом, отдача будет передаваться не одной только лодке, а целому озеру, и бросок будет производиться «без отдачи».

Если человек натренирован так, что всегда затрачивает на бросок одинаковую энергию, и в цель, расположенную на удалении, он сможет попасть, стоя на том же расстоянии от неё на твёрдом грунте, то при броске камня с лодки отдача будет приводить к «недобросу». Тепловое уширение в этом представлении соответствует волнению на озере, которое увеличивает разброс прицельно бросаемых камней, а неизбежные собственные невынужденные ошибки спортсмена характеризуются естественным разбросом или кучностью бросков, аналогичными естественной ширине спектральной линии излучения/поглощения и времени жизни соответствующего ей возбуждённого состояния ядра.

## Мёссбауэровские изотопы
| H     |       |       |                         |                |                               |             |                                     |             |                                     |             |                         |       |                               |       |                                     |           | He          |  |  |  |  |  |  |
| Li    | Be    |       |                         |                |                               |             |                                     |             |                                     |             |                         | B     | C                             | N     | O                                   | F         | Ne          |  |  |  |  |  |  |
| Na    | Mg    |       |                         |                |                               |             |                                     |             |                                     |             |                         | Al    | Si                            | P     | S                                   | Cl        | Ar          |  |  |  |  |  |  |
| 40K   | Ca    | Sc    | Ti                      | V              | Cr                            | Mn          | 57Fe                                | Co          | 61Ni 63Ni                           | Cu          | 67Zn                    | Ga    | 73Ge                          | As    | Se                                  | Br        | 80Kr        |  |  |  |  |  |  |
| Rb    | Sr    | Y     | Zr                      | Nb             | Mo                            | 99Tc        | 99Ru 101Ru                          | Rh          | Pd                                  | 107Ag 109Ag | Cd                      | In    | 117Sn 119Sn                   | 121Sb | 125Te                               | 127I 129I | 129Xe 131Xe |  |  |  |  |  |  |
| 133Cs | 133Ba | *     | 176Hf 177Hf 178Hf 180Hf | 181Ta          | 180W 181W 182W 183W 184W 186W | 187Re       | 186Os 188Os 189Os 190Os             | 191Ir 193Ir | 195Pt 196Pt                         | 197Au       | 199Hg 201Hg             | Tl    | Pb                            | Bi    | Po                                  | At        | Rn          |  |  |  |  |  |  |
| Fr    | Ra    | **    | Rf                      | Db             | Sg                            | Bh          | Hs                                  | Mt          | Ds                                  | Rg          | Cn                      | Nh    | Fl                            | Mc    | Lv                                  | Ts        | Og          |  |  |  |  |  |  |
|       |       |       |                         |                |                               |             |                                     |             |                                     |             |                         |       |                               |       |                                     |           |             |  |  |  |  |  |  |
|       | *     | 139La | Ce                      | 141Pr          | 145Nd                         | 145Pm 147Pm | 147Sm 149Sm 151Sm 152Sm 153Sm 154Sm | 151Eu 153Eu | 154Gd 155Gd 156Gd 157Gd 158Gd 160Gd | 159Tb       | 160Dy 161Dy 162Dy 164Dy | 165Ho | 164Er 166Er 167Er 168Er 170Er | 169Tm | 170Yb 171Yb 172Yb 173Yb 174Yb 176Yb | 175Lu     |             |  |  |  |  |  |  |
| **    | Ac    | 232Th | 231Pa                   | 234U 236U 238U | 237Np                         | 239Pu 240Pu | 243Am                               | Cm          | Bk                                  | Cf          | Es                      | Fm    | Md                            | No    | Lr                                  |           |             |  |  |  |  |  |  |

## Открытие эффекта и его значение

### Предыстория
Около 1852 года Дж. Г. Стокс впервые наблюдал флуоресценцию — поглощение флюоритом падающего света с последующим испусканием света поглотителем. Впоследствии аналогичные исследования проводились с различными материалами.
В 1900 году П. Виллар обнаружил гамма-лучи — испускаемое радием монохроматическое электромагнитное излучение с высокой энергией фотонов.
В 1904 году Р. Вуд продемонстрировал резонансную оптическую флуоресценцию, которая характеризуется испусканием поглощённой световой энергии в виде излучения той же частоты. Особенно широко известна именно исследованная им резонансная флуоресценция жёлтого дублета натрия.

### Ожидание
В 1929 году В. Кун предположил возможность и осуществил попытку наблюдения резонансного поглощения гамма-лучей как аналога оптической флуоресценции в ядерной физике. Попытки обнаружения резонансного поглощения гамма-квантов в опытах с неподвижными источником и поглотителем излучения не увенчались успехом. Однако работа Куна ценна тем, что в ней этот швейцарский физикохимик постарался проанализировать причины своей неудачи, выделив три основных источника ослабления поглощения:
- тепловое уширение изначально узкой линии ядерного перехода;
- дополнительное уширение в связи с возможной отдачей при испускании β-частиц;
- существенное смещение линии из-за большой энергии отдачи при излучении гамма-фотонов с комментарием :

… Третий вклад, уменьшающий поглощение, возникает в связи с процессом испускания гамма-луча. Излучающий атом будет испытывать отдачу, обусловленную испусканием гамма-луча. Длина волны излучения, таким образом, испытывает красное смещение; линия испускания смещается относительно линии поглощения… Возможно, поэтому, что из-за значительного гамма-смещения вся линия испускания покидает область линии поглощения…

Кун здесь, правда, рассматривал только смещение и уширение линии испускания, не обращая внимания на эффект Доплера и отдачу ядра при поглощении гамма-фотона.

### Обнаружение
В 1950—1951 годах британский физик Ф. Б. Мун опубликовал статью, в которой впервые описывал экспериментальное наблюдение эффекта. Идея эксперимента заключалась в том, чтобы разместить источник гамма-излучения 198Au на ультрацентрифуге, тем самым обеспечивая компенсацию энергии отдачи доплеровским смещением спектральной линии. Считая наблюдаемый эффект резонансным ядерным рассеянием гамма-квантов, он описал резонансную ядерную флуоресценцию.
Примерно в это же время шведский учёный К. Мальмфурс исследовал поглощение гамма-квантов в той же комбинации 198Au и 198Hg, пытаясь добиться увеличения поглощения за счёт теплового уширения линий нагреванием золота в пламени паяльной лампы. Действительно, количество отсчётов немного возросло, и Мальмфурс сообщил в своей статье[где?], что

…Условие резонансного эффекта выполняется в тех случаях, когда направленная в сторону поглотителя компонента тепловой скорости [источника], направленная в сторону рассеивающего вещества (ртути), компенсирует отдачу ядра…

### Обоснование
В 1953 году профессор Мюнхенского технического университета Г. Майер-Лейбниц назначил своему студенту-дипломнику Рудольфу Мёссбауэру тему магистерской диссертационной работы: продолжение исследований температурно-зависимого поглощения гамма-излучения, начатых Мальмфурсом с использованием 191Os и, в качестве дополнительной задачи, определение в то время не известной величины энергии бета-распада осмия-191. После защиты Мёссбауэром магистерской диссертации Майер-Лейбниц предложил ему продолжить работу по этой теме, готовя диссертацию доктора философии (PhD) в Гейдельбергском Институте медицинских исследований Общества Макса Планка. Несмотря на настойчивые указания научного руководителя следовать методу Мальмфурса и искать перекрытия линий испускания и поглощения в области высоких температур, Мёссбауэр проявил самостоятельность, рассчитав, что удобнее, напротив, сконструировать криостат для охлаждения образцов до температуры жидкого азота. При этом он ожидал наблюдать такую температурную зависимость поглощения, при которой перекрытие линий становится слабее, а скорость счёта гамма-квантов прошедшего через поглотитель излучения должна возрастать. Получив обратный результат, то есть усиление резонансной ядерной гамма-флуоресценции, он преодолел чрезмерный скепсис и тщательно обдумал результат. В результате Мёссбауэр понял, что использовавшаяся полуклассическая концепция излучающих и поглощающих ядер как свободных частиц для твёрдых тел не подходит: в кристаллах атомы сильно связаны друг с другом и характеризуются существенно квантовым поведением.

### Признание
В 1961 году за открытие и теоретическое обоснование явления ядерного гамма-резонанса Р. Л. Мёссбауэру была присуждена Нобелевская премия по физике (совместно с Р. Хофштадтером, получившим премию за свои исследования рассеяния электронов на ядрах) с формулировкой: For his researches concerning the resonance absorption of gamma radiation and his discovery in this connection of the effect which bears his name («За его исследования, относящиеся к резонансному поглощению гамма-излучения, и его открытие в этой связи эффекта, который носит его имя»).

## Применения эффекта Мёссбауэра

Магнитное расщепление мёссбауэровского спектра железа-57

Свойством, обусловившим применение эффекта Мёссбауэра в качестве метода исследований, является малая ширина линии излучения, меньшая характерных значений энергий магнитного дипольного и электрического квадрупольного взаимодействий ядра с электронами оболочки. Так, например, влияние магнитного поля от электронов электронной оболочки на ядро, вызывает расщепление гамма-спектра резонансного поглощения ядрами железа-57 на 6 спектральных линий, положения этих линий и их профиль зависят от химического окружения ядра железа-57 из-за влияния электронных оболочек соседних атомов, что позволяет устанавливать детали строения молекул и кристаллических решёток.
Метод ядерного гамма-резонанса (резонансный структурный анализ) используется в физическом материаловедении, химии, минералогии и биологии (например, при анализе свойств Fe-содержащих групп в белках). Эффект поглощения излучения усиливают путём обогащения образца мёссбауэровскими изотопами, повышая, например, содержание 57Fe в пище подопытных животных. В минералогии эффект Мёссбауэра применяется главным образом для определения структурного положения ионов Fe и определения степени окисления железа.

### Эксперименты на основе эффекта Мёссбауэра
Одним из впечатляющих применений эффекта Мёссбауэра стал знаменитый эксперимент Паунда и Ребки, которые в 1960 году измерили в лабораторных условиях гравитационное красное смещение гамма-квантов, предсказываемое общей теорией относительности.